# Convertitore rotante

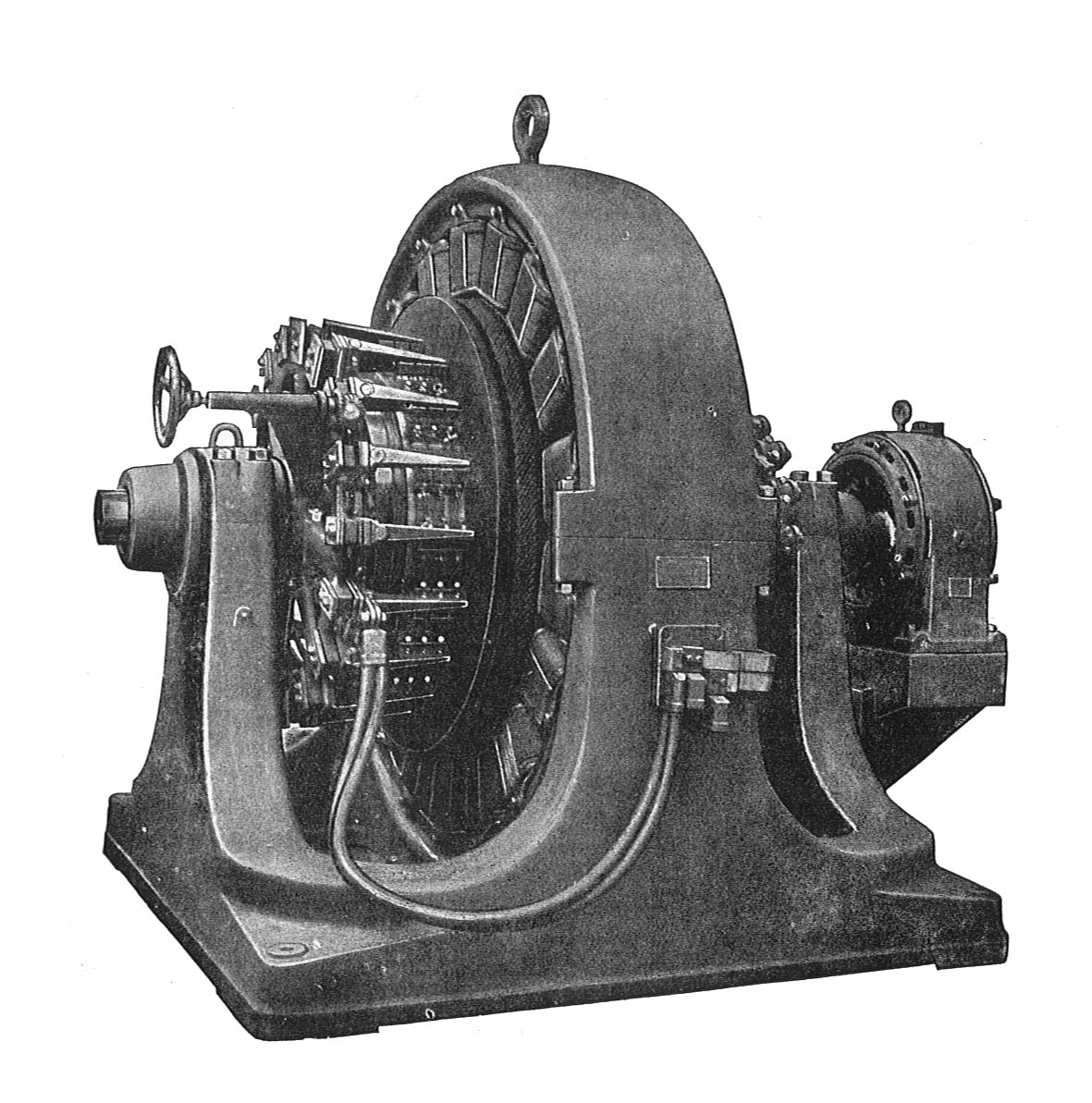
Un convertitore rotante Westinghouse da 500kW del 1909.

Con la definizione di convertitore rotante si intende una varietà di macchine elettriche utilizzate per convertire una forma di energia elettrica in un'altra.
Più propriamente è usato il nome di motore-generatore per indicare un sistema costituito dall'accoppiamento di un motore ed un generatore, qualora le due parti siano fisicamente ben distinguibili.

## Tipi

### Da corrente alternata a corrente continua
Il tipico impiego si aveva nella trazione ferroviaria laddove l'energia è fornita alla linea in corrente alternata (CA) mentre i motori del locomotore funzionano in corrente continua (CC).
In generale la macchina si può pensare come costituita da un motore elettrico abbinato ad un generatore. In pratica, per ottenere vantaggi in termini di ingombro, peso ed economia, le due macchine condividono le parti rotanti e alcuni avvolgimenti in modo che il passaggio di energia avvenga in parte in forma meccanica ed in parte in forma elettrica e magnetica. Si immagini un commutatore che inverta i contatti in modo da capovolgere il verso della semionda in sincronia con la frequenza di rete, in modo da raddrizzare la corrente. Il motore partecipa in questo caso al trasferimento di potenza.
Il convertitore rotante è qualcosa di più complesso di questo caso esemplificativo, e fornisce una tensione quasi continua rispetto a quella pulsante che sarebbe prodotta dal precedente dispositivo.
In pratica gli avvolgimenti rotorici del convertitore CC/CA sono collegati dal lato CA ad una serie di anelli collettori, mentre dal lato CC ad un collettore a settori e spazzole.
L'uso del convertitore rotante è divenuto obsoleto dapprima con l'introduzione del raddrizzatore al mercurio e oggi dai raddrizzatori a stato solido.

### Da corrente continua a corrente alternata
Fino a tempi recenti l'abbinamento di un motore in corrente continua con un alternatore era l'unica possibilità di convertire una corrente continua in alternata. La necessità si presenta qualora la tensione continua provenga da una batteria o una linea di trasmissione elettrica in corrente continua (particolarmente usata nei cavi sottomarini).
Oggigiorno si preferisce ove possibile utilizzare inverter elettronici a stato solido.

### Da una tensione continua ad un'altra tensione continua di valore differente
Il trasformatore consente la conversione di tensione qualora operi in corrente alternata, mentre è inutilizzabile in corrente continua. Un convertitore rotante costituito da un motore-generatore è in grado di svolgere questo compito. Un dispositivo più perfezionato è costituito dalla metadinamo. 
Queste funzioni sono state assunte dalle macchine statiche definite convertitori DC-DC.

### Da una corrente alternata ad un'altra corrente alternata di differente frequenza
Combinando un motore sincrono con un alternatore è possibile generare un tensione con una frequenza in rapporto armonico con la frequenza originale. Utilizzando un motore asincrono è possibile ottenere una frequenza arbitraria e variabile.

### Come filtro stabilizzatore
Questo è una delle applicazioni in cui una macchina rotante è ancora utilizzata, sebbene in casi molto particolari.
Un motore ed un generatore fisicamente distinti sono uniti per l'albero ed i valori di tensione e frequenza in uscita dal sistema sono equivalenti a quelli in entrata. Qualunque disturbo presente sulla rete di entrata non è in grado di passare alla rete in uscita. L'aggiunta di un volano sull'albero accentua l'azione di filtraggio per disturbi a lenta variazione. L'energia accumulata nel volano può anche supplire a brevi interruzioni di corrente elettrica.
Un esempio di utilizzo, tuttora impiegato, si ha nei sistemi in cui siano presenti grandi carichi controllati da inverter, per esempio nella propulsione navale. La commutazione dei transistor degli inverter genera una quantità enorme di rumore elettrico che può disturbare le apparecchiature elettroniche ed i computer collegati alla stessa rete. Per questo motivo si realizza una rete separata alimentata da un convertitore rotante stabilizzatore.